# Doo Wop
Pour les articles homonymes, voir Doo Wop (homonymie).
Pour plus de détails, voir Fiche technique et Distribution.
Doo Wop est un film français réalisé par David Lanzmann, présenté le 14 mai 2004 au Festival de Cannes.

## Fiche technique
- Réalisation : David Lanzmann
- Scénario : David Lanzmann
- Image : Pascal Lagriffoul
- Montage : David Lanzmann
- Pays d'origine :  France
- Genre : drame, action
- Durée :
- Dates de sortie : 
  - France 14 mai 2004 (Festival de Cannes) ; 29 juin 2005 (sortie nationale)

## Distribution
- Mikaël Fitoussi : Ziggy
- Caroline Ducey : Marie
- Elina Löwensohn : Maya
- Clovis Cornillac : Thierry
- Philippe Nahon : Michel
- Diego Montes : Alberti
- Jean-Claude Lecas : Albert
- Georges-Emmanuel Morali : Manu
- Antonin Bastian : Antonin
- Cédric Dupin : Cédric
- Max Boublil : Boogie
- Avy Marciano : François
- Élodie Mennegand : Laurence
- Grégory Fitoussi : Vendeur des puces

## Distinctions
- Festival international du film de Mannheim-Heidelberg :
  - Prix FIPRESCI
  - Award of Independent Cinema Owners[1]